# San Luis Robles
San Luis Robles es un centro poblado bajo jurisdicción del distrito colombiano de Tumaco. En su mayoría este centro poblado está habitada por comunidades afrodescendiente.

## Toponimia
Lleva este nombre en honor a Luis Robles, primer afrocolombiano en llegar al Congreso de Colombia y al gabinete presidencial; el nombre del centro poblado se fue distorsionando hasta anteponerle el sufijo -San-. Inicialmente, se llamó "Rosario". 

## Geografía
Se encuentra en la región del Pacífico, se ubicado en el extremo sur de esta región. San Luis Robles se ubica en las llamadas llanuras fluviodeltaicas y fluviomarina en el basín de pequeños ríos como corresponde a otros puntos de la planicie del Pacífico.
Las formaciones vegetales de la región comprenden bosques y pantanos de manglar, afectados por agua salobre, detrás de estos hacia la tierra firme se encuentran bosques y pantanos de agua dulce, a veces denominados localmente guandales.

## Vías de comunicación
A San Luis Robles se puede llegar inicialmente por la Vía al Mar, recorriendo el tramo comprendido entre Chilví y Tumaco.
Este trayecto es de 24 kilómetros de extensión para luego tomar una carretera totalmente destapada y en mal estado de aproximadamente 11 kilómetros.

## Economía
La economía del centro poblado se basa en la producción de arroz, maíz y frijol, tomate, pepino, para el autoconsumo. Además, de los cultivos de cacao.